# دیپلمات (مجموعه تلویزیونی آمریکایی)
دیپلمات (انگلیسی: The Diplomat) مجموعهٔ تلویزیونی دلهره‌آور سیاسی آمریکایی است که به‌دست دبورا کان ساخته شده است. پخش این مجموعه در ۲۰ آوریل ۲۰۲۳ از نتفلیکس آغاز و در مهٔ ۲۰۲۳ برای فصل دوم تمدید شد. این مجموعه نقدهای عموماً مثبتی دریافت کرد و نامزد جایزه گلدن گلوب بهترین مجموعه تلویزیونی – درام شد. پیش از پخش فصل سوم، این مجموعه برای فصل چهارم تمدید شد.
انتخاب عنوان دیپلمات باعث ناراحتی تهیه‌کنندگان بریتانیایی سریالی شد که در بارسلونا فیلم‌برداری شده و همین نام را داشت. این سریال در اوایل سال ۲۰۲۰ اعلام شد و دو ماه پیش از نسخه نتفلیکس در بریتانیا پخش گردید. هیچ‌یک از طرفین تمایلی به تغییر عنوان برای جلوگیری از سردرگمی نشان نداده‌اند.

## زمینهٔ داستانی
این سریال دربارهٔ کیت وایلر، سفیر جدید ایالات متحده در بریتانیا است که تلاش می‌کند یک بحران بین‌المللی را حل‌وفصل کند، اتحادهای استراتژیک ایجاد کند و با جایگاه جدید خود در مرکز توجه سازگار شود. او همچنین باید با مشکلات ازدواج رو به زوال خود با هال وایلر، دیپلمات باسابقه، کنار بیاید.

## بازخورد

### آمار بینندگان
فصل اول این سریال به مدت چهار هفته در میان ۱۰ برنامه برتر جهانی نتفلیکس قرار داشت و ۱۷۳٫۴۶ میلیون ساعت تماشا شد. همچنین این فصل به مدت دو هفته در میان ۱۰ برنامه برتر نیلسن در ایالات متحده بود و ۴۴٫۹۰ میلیون ساعت تماشا شد.

### واکنش نقادانه
راتن تومیتوز گزارش داد که فصل اول این سریال با ۸۴٪ رضایت منتقدان و میانگین امتیاز ۷٫۷ از ۱۰ بر اساس ۵۶ نقد، مورد استقبال قرار گرفته است. اجماع منتقدان این سایت می‌گوید: «اجرای پرانرژی کری راسل بهترین شرایط ممکن را برای دیپلمات رقم می‌زند، یک روایت درام از دیپلماسی که بحران‌های ژئوپلیتیکی را به سرگرمی‌ای کاملاً اعتیادآور تبدیل می‌کند.» متاکریتیک نیز با امتیاز ۷۴ از ۱۰۰ بر اساس ۲۳ نقد، این سریال را «به‌طور کلی مطلوب» ارزیابی کرد.
برای فصل دوم، راتن تومیتوز امتیاز ۹۵٪ رضایت را با میانگین امتیاز ۸٫۰ از ۱۰ بر اساس ۴۴ نقد گزارش کرد. اجماع منتقدان این سایت بیان می‌کند: «با حفظ سرعت انفجاری داستان و کری راسل که در مرکز طوفان می‌درخشد، فصل دوم دیپلمات جایگاه خود را به‌عنوان یکی از جذاب‌ترین درام‌های تلویزیونی تثبیت می‌کند.» متاکریتیک نیز با امتیاز ۷۶ از ۱۰۰ بر اساس ۲۳ نقد، همچنان آن را «به‌طور کلی مطلوب» ارزیابی کرد.